# Eleccions comunals andorranes de 1991
Les eleccions comunals andorranes de 1991 es van celebrar el 15 i el 22 de desembre per escollir els consellers comunals de les Parròquies d'Andorra. Després de les eleccions, els consellers comunals van escollir els cònsols majors i menors de cada Comú.

## Sistema electoral
Totes les persones majors de 18 anys amb nacionalitat andorrana tenien dret a vot i presentar-se com a candidats. En aquestes eleccions es renovava la totalitat dels membres del consell comunal. Els partits polítics no es van legalitzar fins l'aprovació de la Constitució de 1993, però els candidats s'agrupaven sota sigles anomenades "grups polítics". Tot i això, la premsa classificava les agrupacions i els candidats segons la seva postura entorn a la situació prèvia a l'elecció: oficialistes o continuistes (si eren favorables al govern sortint) o opositors.
El sistema d'elecció de consellers es feia mitjançant escrutini majoritari plurinominal a dues voltes: els electors podien votar a tants candidats com escons estiguessin en joc. Tots aquells candidats que obtinguessin més del 50% dels vots, eren escollits. Aquells que no aconseguissin, si es que encara quedaven escons per assignar, podien tornar-ho a provar en una segona volta, sense necessitar majoria absoluta.
En algunes parròquies, els vots podien ser considerats nuls si no hi havia com a mínim un vot per candidats de cada quart.
Aquestes foren les darreres eleccions comunals amb aquest sistema electoral, vigent des de 1867 i amb petites modificacions al llarg del segle xx.

## Candidats
Candidats per parròquia:
- Canillo
  - Francesc Areny
  - Bonaventura Bonell
- Andorra la Vella
  - Lluís Viu Torres
  - Andreu Armengol Pascuet
- Sant Julià de Lòria
  - Ricard Tor Riba
- Escaldes-Engordany
  - Jacint Casal Mor

## Resultats
La participació va ser del 75,6%, un 6,0% inferior que al 1987. Els candidats favorables al Govern d'Andorra van guanyar en 4 de les 7 parròquies.
Només va caldre realitzar una segona volta a Canillo.

### Andorra la Vella
| Llista                       | Vots   | %    | Escons |
| ---------------------------- | ------ | ---- | ------ |
| Candidats de Lluís Viu       | 13.909 | 60,0 | 12     |
| Candidats de Andreu Armengol | 9.275  | 40,0 | 0      |
| Vots en blanc                | 159    | –    | –      |
| Vots nuls                    | 44     | –    | –      |
| Total                        | 2.135  | 100  | 12     |
| Cens/participació            | 2.596  | 82,2 | –      |
| Font: BOPA                   |        |      |        |

### Sant Julià de Lòria
| Llista                  | Vots  | %    | Escons |
| ----------------------- | ----- | ---- | ------ |
| Candidats de Ricard Tor | 5.328 | 100  | 12     |
| Vots en blanc           | 276   | –    | –      |
| Vots nuls               | 42    | –    | –      |
| Total                   | 762   | 100  | 12     |
| Cens/participació       | 1.269 | 60,0 | –      |
| Font: La Vanguardia     |       |      |        |

### Escaldes Engordany
| Llista                    | Vots   | %    | Escons |
| ------------------------- | ------ | ---- | ------ |
| Candidats de Jacint Casal | 11.076 | 100  | 12     |
| Vots en blanc             | 358    | –    | –      |
| Vots nuls                 | 54     | –    | –      |
| Total                     | 1.335  | 100  | 12     |
| Cens/participació         | 1.984  | 67,3 | –      |
| Font: BOPA                |        |      |        |